# Busycon candelabrum
Busycon candelabrum är en snäckart som först beskrevs av Jean-Baptiste Lamarck 1816.  Busycon candelabrum ingår i släktet Busycon och familjen Melongenidae. Inga underarter finns listade i Catalogue of Life.